# Darmok
Darmok je druhá epizoda páté sezóny seriálu Star Trek: Nová generace. Název představuje jméno postavy z mytologie fiktivní rasy Tamarianů, o které epizoda pojednává.

## Příběh
Federace zachytí vysílání od záhadné rasy zvané Tamariané, které je pokládáno za výzvu ke komunikaci. Zatím se ale nikdo s nimi nedokázal dorozumět. Loď Enterprise D letí ke zdroji vysílání a nalezne tamarianskou loď. Rozumí sice jednotlivým slovům Tamarianů, ale naprosto nechápou, co tím chtějí říci. Tamarianský kapitán Dathon přikáže své posádce, aby jej i kapitána Picarda transportovali na povrch planety a poté bránili Enterprise je transportovat zpět. Posádka Enterprise nechápe, proč to udělali.
Na planetě Dathon vnucuje Picardovi nůž, ale ten si to vyloží jako výzvu k souboji a odmítne jej. Dathon opakuje věty jako „Darmok a Jalad na Tanagře“, „Temba, s otevřenou dlaní“, nebo (když se Picard snaží rozdělat oheň) „Shaka, když padly zdi“. Picard mu však vůbec nerozumí. Když se k nim ale začne blížit hrozivá bytost, která je navíc po většinu času neviditelná, pokouší se o porozumění ještě naléhavěji a nakonec Picard pochopí: Tamariané hovoří v metaforách, odkazují na události ze své mytologie.
Mezitím se na Enterprise všichni snaží dostat svého kapitána zpět. Když pro něj letí raketoplánem, Tamariané jej poškodí tak, aby jej nezničili, ale donutili k návratu. Poté se Geordi pokusí zesílit transportní paprsek. Když vidí, že Picard je v ohrožení, rozhodnou se transportér použít ihned, ačkoli zesílení není ještě dokončeno. Zatímco se Picard při pokusu o transport nemůže hýbat, Dathon musí predátorovi čelit sám a je těžce zraněn. Predátor poté odejde a Tamariané zesílí svoje rušení transportéru, takže Picard zůstane na planetě.
Picard začíná Dathonově řeči rozumět. „Temba“ je metafora pro dávání a „Shaka“ pro neúspěch. Umírající Dathon líčí Picardovi, že Darmok a Jalad byli hrdinové, které sblížil společný boj s nestvůrou na ostrově Tanagra. Picard je dojat, když si uvědomí, že Dathon byl ochoten riskovat vlastní život, jen aby se jejich kultury naučily se spolu dorozumět. Na oplátku vypráví Dathonovi příběh o Gilgamešovi, který má podobné téma. Poté Dathon zemře. Picard vidí, že se k němu znovu blíží predátor a že se možná o Dathonově hrdinství nikdo nedozví.
Když Riker vidí, že je Picard opět v nebezpečí, přikáže vystřelit na tamarianskou loď tak, aby vyřadil generátory rušícího pole. Tak se sice podaří Picarda přenést na loď, ale Tamariané začnou na Enterprise střílet. Ta utrpí velké poškození a její zničení se zdá neodvratné.
V ten okamžik dorazí Picard na můstek a vylíčí Tamarianům, co se stalo a jak Dathon hrdinně zemřel. Tak dojde ke smíření. Tamariané odlétají a Picard podle jejich vzoru provádí smuteční obřad za Dathona.

## Didaktické využití epizody
Tuto epizodu využívali učitelé jazykovědy, aby ukázali studentům, jak jazyky vznikají a vyvíjejí se.